# Preliminariile Campionatului European de Fotbal 2016 – Grupa I

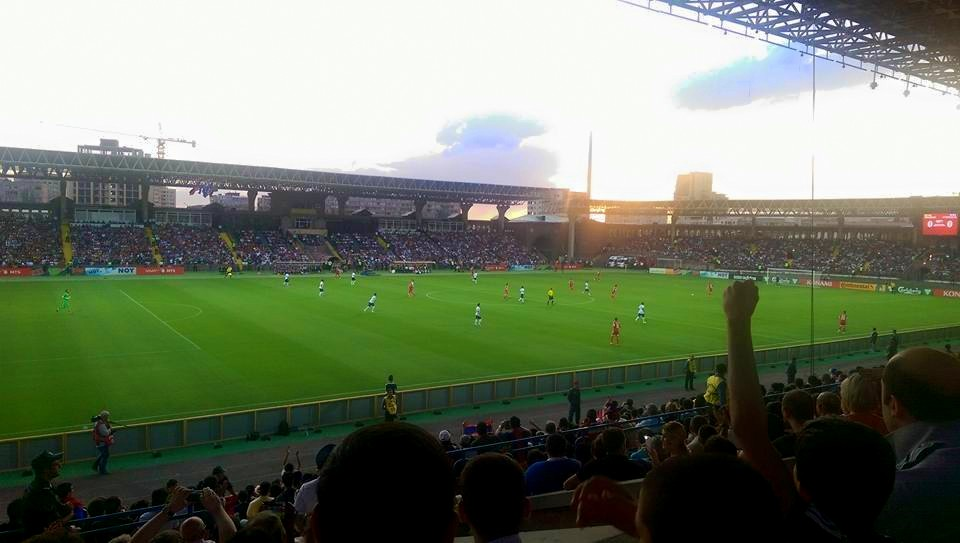
Armenia − Portugalia, 13 iunie 2015

Grupa I din preliminariile Campionatului European de Fotbal 2016 este una dintre cele nouă grupe care va decide echipele ce se vor califica pentru turneul final. Din această grupă fac parte Portugalia, Danemarca, Serbia, Armenia și Albania, iar fiecare dintre ele va juca câte două meciuri contra celorlalte echipe din grupă.

## Grupă
| Legendă pentru culorile grupei         |
| -------------------------------------- |
| Echipă calificată direct pentru turneu |
| Echipă care merge la baraj             |

Vezi departajările dacă două sau mai multe echipe au același număr de puncte.
| Echipa     | MJ | V | E | Î | GM | GP | G  | Pct |
| ---------- | -- | - | - | - | -- | -- | -- | --- |
| Portugalia | 8  | 7 | 0 | 1 | 11 | 5  | +6 | 21  |
| Albania    | 8  | 4 | 2 | 2 | 10 | 5  | +5 | 14  |
| Danemarca  | 8  | 3 | 3 | 2 | 8  | 5  | +3 | 12  |
| Serbia     | 8  | 2 | 1 | 5 | 8  | 13 | −5 | 4   |
| Armenia    | 8  | 0 | 2 | 6 | 5  | 14 | −9 | 2   |

Albaniei i-a fost acordată o victorie cu scorul de 3–0 pentru meciul abandonat de acasă contra Serbiei, din data de 14 octombrie 2014, deoarece fanii sârbi au invadat terenul de joc și i-au atacat pe jucătorii albanezi atunci când o dronă, care purta steagul pro-albanez, a survolat terenul. În primă fază, TAS acordase victorie la masa verde pentru Serbia, dar aceasta nu primise și cele trei puncte. Decizia a fost contestată atât de Serbia, cât și de Albania, dar decizia a fost admisă de UEFA. Amândouă federații au făcut recurs la Tribunalul de Arbitraj Sportiv, iar pe 10 iulie 2015, TAS a respins apelul făcut de Federația Serbiei și a primit parțial apelul făcut de Federația Albaniei, ceea ce înseamnă că Serbia a pierdut meciul cu scorul de 3–0 și cele trei puncte.

## Meciuri
Programul a fost anunțat de UEFA în aceeași zi cu tragerea la sorți, pe 23 februarie 2014, la Nisa. Orele de început sunt CET/CEST (ora locală este în paranteze).
| Danemarca                   | 2–1    | Armenia        |
| --------------------------- | ------ | -------------- |
| Højbjerg 65' Kahlenberg 80' | Report | Mkhitaryan 50' |

| Portugalia | 0–1    | Albania   |
| ---------- | ------ | --------- |
|            | Report | Balaj 52' |

| Armenia        | 1–1    | Serbia       |
| -------------- | ------ | ------------ |
| Arzumanyan 73' | Report | Z. Tošić 90' |

| Albania     | 1–1    | Danemarca |
| ----------- | ------ | --------- |
| Lenjani 38' | Report | Vibe 81'  |

| Danemarca | 0–1    | Portugalia    |
| --------- | ------ | ------------- |
|           | Report | Ronaldo 90+5' |

| Serbia | 0–3 Masa verde | Albania |
| ------ | -------------- | ------- |
|        | Report         |         |

| Portugalia  | 1–0    | Armenia |
| ----------- | ------ | ------- |
| Ronaldo 72' | Report |         |

| Serbia   | 1–3    | Danemarca                  |
| -------- | ------ | -------------------------- |
| Tošić 4' | Report | Bendtner 60', 85' Kjær 62' |

| Albania              | 2–1    | Armenia      |
| -------------------- | ------ | ------------ |
| Mavraj 77' Gashi 81' | Report | Movsisyan 4' |

| Portugalia                | 2–1    | Serbia    |
| ------------------------- | ------ | --------- |
| Carvalho 10' Coentrão 63' | Report | Matić 61' |

| Armenia                 | 2–3    | Portugalia                   |
| ----------------------- | ------ | ---------------------------- |
| Pizzelli 14' Mkoyan 72' | Report | Ronaldo 29' (pen.), 55', 58' |

| Danemarca                     | 2–0    | Serbia |
| ----------------------------- | ------ | ------ |
| Y. Poulsen 13' J. Poulsen 87' | Report |        |

| Danemarca | 0–0    | Albania |
| --------- | ------ | ------- |
|           | Report |         |

| Serbia                            | 2–0    | Armenia |
| --------------------------------- | ------ | ------- |
| Hayrapetyan 22' (aut.) Ljajić 53' | Report |         |

| Armenia | 0–0    | Danemarca |
| ------- | ------ | --------- |
|         | Report |           |

| Albania | 0–1    | Portugalia   |
| ------- | ------ | ------------ |
|         | Report | Veloso 90+2' |

| Albania | 0–2    | Serbia                     |
| ------- | ------ | -------------------------- |
|         | Report | Kolarov 90+1' Ljajić 90+4' |

| Portugalia   | 1–0    | Danemarca |
| ------------ | ------ | --------- |
| Moutinho 66' | Report |           |

| Armenia | 0–3    | Albania                                        |
| ------- | ------ | ---------------------------------------------- |
|         | Report | Hovhannisyan 9' (aut.) Djimsiti 25' Sadiku 76' |

| Serbia       | 1–2    | Portugalia           |
| ------------ | ------ | -------------------- |
| Z. Tošić 65' | Report | Nani 5' Moutinho 78' |

## Amicale
Franța este în parteneriat cu cele cinci echipe din grupa I, ceea ce înseamnă că gazda turneului din 2016 poate juca meciuri amicale cu aceste echipe în zilele lor libere. Aceste amicale nu se iau în calcul în clasamentul grupei.
| Serbia      | 1–1    | Franța    |
| ----------- | ------ | --------- |
| Kolarov 80' | Report | Pogba 13' |

| Franța               | 2–1    | Portugalia          |
| -------------------- | ------ | ------------------- |
| Benzema 3' Pogba 69' | Report | Quaresma 77' (pen.) |

| Armenia | 0–3    | Franța                                  |
| ------- | ------ | --------------------------------------- |
|         | Report | Rémy 7' Gignac 55' (pen.) Griezmann 84' |

| Franța        | 1–1    | Albania    |
| ------------- | ------ | ---------- |
| Griezmann 73' | Report | Mavraj 40' |

| Franța                   | 2–0    | Danemarca |
| ------------------------ | ------ | --------- |
| Lacazette 14' Giroud 38' | Report |           |

| Albania  | 1–0    | Franța |
| -------- | ------ | ------ |
| Kaçe 43' | Report |        |

| Portugalia | 0–1    | Franța       |
| ---------- | ------ | ------------ |
|            | Report | Valbuena 85' |

| Franța          | 2–1    | Serbia          |
| --------------- | ------ | --------------- |
| Matuidi 9', 25' | Report | A. Mitrović 39' |

| Franța                                    | 4–0    | Armenia |
| ----------------------------------------- | ------ | ------- |
| Griezmann 35' Cabaye 55' Benzema 78', 79' | Report |         |

| Danemarca         | 1–2    | Franța        |
| ----------------- | ------ | ------------- |
| Sviatchenko 90+1' | Report | Giroud 4', 6' |

## Golgheteri

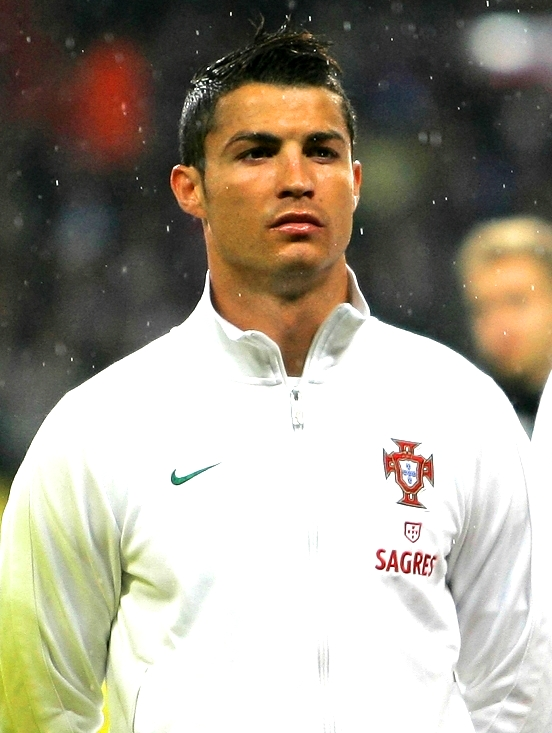
Cristiano Ronaldo (Portugalia) este golgheterul grupei, cu 5 goluri înscrise

Notă: Meciurile amicale nu se iau în calcul.
5 goluri
- Cristiano Ronaldo

5 goluri
- Zoran Tošić

2 goluri
- Nicklas Bendtner
- João Moutinho
- Adem Ljajić

1 gol
- Bekim Balaj
- Berat Djimsiti
- Shkëlzen Gashi
- Ermir Lenjani
- Mërgim Mavraj
- Armando Sadiku
- Robert Arzumanyan
- Henrikh Mkhitaryan
- Hrayr Mkoyan
- Marcos Pizzelli
- Pierre Højbjerg
- Thomas Kahlenberg
- Simon Kjær
- Jakob Poulsen
- Yussuf Poulsen
- Lasse Vibe
- Ricardo Carvalho
- Fábio Coentrão
- Nani
- Miguel Veloso
- Aleksandar Kolarov
- Nemanja Matić

1 autogol
- Mërgim Mavraj (jucând contra Armeniei)
- Levon Hayrapetyan (jucând contra Serbiei)
- Kamo Hovhannisyan (jucând contra Albaniei)

## Disciplină
Un jucător este suspendat automat pentru următorul meci dacă a comis următoarele ofense:
- Primirea unui cartonaș roșu (suspendarea poate fi extinsă pentru injurii mai serioase)
- Primirea a trei cartonașe galbene în trei meciuri diferite, precum și după al cincilea și oricare altul (suspendările sunt valabile și pentru baraj, dar nu și pentru turneul final sau pentru viitoarele meciuri internaționale)

Următorii jucători au fost (sau vor fi) suspendați pentru unul dintre meciurile din preliminarii:
| Națională  | Jucător                 | Avertizat                                                                                                  | Suspendat                           |
| ---------- | ----------------------- | --- | ----------------------------------- |
| Albania    | Ansi Agolli             | contra Serbiei (14 octombrie 2014) contra Danemarcei (4 septembrie 2015) contra Serbiei (8 octombrie 2015) | contra Armeniei (11 octombrie 2015) |
| Armenia    | Hovhannes Hambardzumyan | contra Albaniei (29 martie 2015)                                                                           | contra Portugaliei (13 iunie 2015)  |
| Portugalia | Tiago                   | contra Armeniei (13 iunie 2015)                                                                            | contra Albaniei (7 septembrie 2015) |

Antrenorul Portugaliei, Fernando Santos, va trebui să stea în tribune timp de opt meciuri din cauza incidentelor petrecute în meciul Grecia–Costa Rica, din optimile Campionatului Mondial de Fotbal din 2014. Restricția a fost temporar suspendată de către Curtea de Arbitraj Sportiv până la procesul final. Pe 23 martie 2015, TAS a decis ca interdiciția să se reducă la 4 meciuri, iar două dintre aceasta ar trebui să fie într-o perioadă de șase luni, ceea ce înseamnă că va rata meciurile Portugaliei cu Serbia (29 martie 2015) și Armenia (13 iunie 2015).